# Гіпохромний ефект
Гiпохpомний ефект (англ. hypochromic effect) — вплив структурних змiн або розчинника на речовину, що
поглинає світло, який проявляється у зменшенні молярного коефіцієнта поглинання.
Протилежний до гіперхромного ефекту.
Гіперхромний та гіпохромний ефект ДНК: Поглинання одноланцюгової ДНК вище, ніж поглинання дволанцюгової ДНК, це відомо як гіперхромний ефект (означає: «більше кольору»). Водневі зв'язки між парними основами в подвійній спіралі обмежують резонансну поведінку ароматичного кільця основ, що призводить до зниження поглинання ультрафіолетового випромінювання ДНК (гіпохромний ефект), тоді як в ДНК основи перебувають у вільній формі й не діють, утворюють водневі зв'язки з комплементарними основами, що призводить до 40 % більшого поглинання ДНК (гіперхромної) при тій же концентрації.